# Андреев-Кривич, Сергей Алексеевич
Андреев-Кривич Сергей Алексеевич (1906—1973) — советский литературовед и писатель.

## Биография
Настоящая фамилия Андреев.
Родился в г. Пятигорске Ставропольской губернии.
Окончил филологический факультет МГУ (1930). Защитил диссертацию на соискание учёной степени кандидата филологических наук по теме «Лермонтов и Кавказ» (1940), член СП СССР [с 1958]. С 1946 года работал в ИМЛИ им. М. Горького АН СССР, занимался переводами французской литературы (О. де Бальзака и др.), участвовал в подготовке 30-томного Собрания сочинений А. И. Герцена.